# Tristan Wilds
Tristan Paul Mack Wilds, som musiker mer känd som Mack Wilds, född den 15 juli 1989 på Staten Island, New York, är en amerikansk skådespelare. Han är känd för sina roller i serierna The Wire och 90210.